# والریو ورمیلیو
والریو ورمیلیو (انگلیسی: Valerio Vermiglio) (زاده ۱ مارس ۱۹۷۶در مسینا) بازیکن والیبال اهل ایتالیا، عضو سابق تیم ملی والیبال ایتالیا از سال ۲۰۰۰ تا ۲۰۰۸، بود
ورمیلیو در المپیک ۲۰۰۴ به همراه دیگر بازیکن‌های ایتالیا مدال نقره را کسب نمود و در جام جهانی ۲۰۰۳ مدال نقره را به گردن آویخت و همچنین در قهرمانی اروپا ۲۰۰۳ و ۲۰۰۵ نیز با ایتالیا قهرمانی را تجربه کرد و در لیگ جهانی ۱۹۹۹ نیز روی سکوی قهرمانی رفت. پنج قهرمانی سری آ والیبال ایتالیا، یک قهرمانی سوپر لیگ روسیه، پنج قهرمانی جام حذفی ایتالیا، دو قهرمانی چلنج کاپ اروپا، دو قهرمانی لیگ قهرمانان اروپا و چهار قهرمانی سوپر جام والیبال ایتالیا از دست‌آوردهای او در رده باشگاهی است.

## باشگاه
- سیسلی ترویزو (۱۹۹۴–۱۹۹۷)
- سالرنو (۱۹۹۷–۱۹۹۸)
- فالکونارا (۱۹۹۸–۱۹۹۹)
- پادوا (۱۹۹۹–۲۰۰۰)
- پارما (۲۰۰۰–۲۰۰۲)
- سیسلی ترویزو (۲۰۰۲–۲۰۰۷)
- لوبه بانکا ماچراتا (۲۰۰۷–۲۰۱۱)
- زنیت کازان (۲۰۱۱–۲۰۱۳)
- نووی اورنگوی (۲۰۱۳–۲۰۱۴)
- پیاچنزا (۲۰۱۴–۲۰۱۴)
- شهرداری ارومیه (۲۰۱۴–۲۰۱۵)
- پیکان (۲۰۱۵-)

## دست‌آوردها

### جوایز فردی
- ۲۰۰۴ - بهترین پاسور جام حذفی ایتالیا
- ۲۰۰۶ - بهترین پاسور لیگ قهرمانان اروپا
- ۲۰۰۸ - باارزش‌ترین بازیکن جام حذفی ایتالیا
- ۲۰۱۲ - بهترین پاسور لیگ قهرمانان اروپا